# 아르메니아의 파르타마시리스
파르타마시리스(Parthamasiris) 또는 파르타마시르 (Partamasir), 파르토마시리스(Parthomasiris, 114년 사망)는 파르티아의 왕족으로, 로마의 위성국 시절이던 아르메니아의 왕이었다.
파르타마시리스는 파르티아의 왕 파코로스 2세와 이름 불명의 어머니 사이에서 태어난 3 형제 중 한 명이었다. 아버지를 통해 그는 파르티아 왕가의 일원이었고 따라서 아르메니아의 아르사케스 왕조와도 친척 관계였다. 아르메니아 왕위에 오르기 이전 그의 생애에 대해선 알려진 것은 없다.
113년에, 파르타마시리스의 숙부인 오스로에스 1세가 그의 형제 악시다레스를 아르메니아 왕위에서 내쫓고 로마 황제 트라야누스와 전쟁을 피함과 동시에 평화를 유지하기 위해 그를 아르메니아 왕으로 세웠다. 악시다레스는 로마와의 협의 없이 숙부에 의해서 아르메니아 왕위에서 내쫓겼는데 이는 트라야누스가 오스로에스 1세의 행동을 파르티아가 전쟁을 걸어온 것으로 보게 하였다.
군대와 같이 트라야누스가 파르티아로 진격할 때, 그는 파르타마시리스와 접견을 했었다. 파르타마시리스는 아르메니아 왕위를 유지할 수 있을 것을 바랐지만, 그러나 트라야누스가 그의 이야기를 듣고 왕위를 유지시켜달라는 요청을 거절하면서 그의 바람은 거부되었다. 파르타마시리스의 요청을 거부한 뒤, 트라야누스는 아르메니아를 로마의 속주로 합병했다.
트라야누스는 파르타마시리스를 파르티아에 있는 그의 고향으로 돌려보냈고 트라야누스는 파르티아 군사 작전을 이어나갔다. 파르타마시리스는 되돌아가던 중에, 행방불명되고 마는데 역사가 Ehsan Yarshater는 트라야누스가 파르타마시리스의 살해를 명령했을 수 있다며 추측하였다.

## 참고 문헌
- M. Bunson, A Dictionary of the Roman Empire, Oxford University Press, 1995
- K. Farrokh, Shadows in the Desert: Ancient Persia at War, Osprey Publishing, 2007
- T. Mommsen, W. Purdie Dickson & F. Haverfield, The provinces of the Roman Empire: from Caesar to Domitian, Gorgias Press LLC, 2004
- D.T. Potts, Araby the Blest: Studies in Arabian Archaeology, Museum Tusculanum Press, 1988
- Yarshater, The Cambridge History of Iran, Volume 3, Cambridge University Press, 1993